# Qype
Qype [kwaɪp] était un site Web 2.0 né en 2006 à Hambourg (Allemagne). Le nom du site est la contraction des mots anglais « Quality » et « Hype » (branché en anglais). D'où leur devise: « No Hype, just Qype ! ».
Qype se présentait comme un guide de bonnes adresses communautaires (cityguide). Ses membres faisaient partie d'un réseau social local destiné à rassembler des critiques autour des commerces et des services locaux : restaurants, bars, shopping, salons de beauté… En moins de 5 ans, il est devenu leader européen des sites d’avis locaux et compte approximativement 25 millions de visiteurs uniques par mois en Europe.
En 2012, Qype existait dans 13 pays et 10 langues différentes.
En octobre 2012, Qype a été racheté par son concurrent Yelp.

## Historique de l'entreprise
Fondé à Hambourg (Allemagne) en 2005 par Stephan Uhrenbacher, Qype a été lancé sur le marché en mars 2006. C’est en cherchant une crèche pour ses enfants que Stephan Uhrenbacher a eu l’idée de fonder l'entreprise. Il s’est alors étonné de la difficulté à trouver des renseignements fiables et utiles sur un service de proximité. Pour répondre à ce besoin et combler ce vide en informations locales
utiles, il a ainsi créé www.qype.com en Allemagne. Le site s’est rapidement étendu aux principales villes européennes.
En mars 2007, Qype reçoit le prix Red Herring 100 Europe Award, marquant son entrée dans le classement des 100 meilleures entreprises High Tech d'Europe. En fin de la même année, la version française est en ligne afin d’anticiper le lancement officiel de Qype sur le marché français.
En juin 2007, Qype UK est lancé avec une nouvelle version en anglais. La version française sera mise en ligne seulement quelques mois après, pour un lancement officiel sur le marché français début 2008.
En 2008, la première application sur smartphone est développée. La même année, différentes versions en langue locale voient le jour. L’Irlande, l’Autriche et l’Espagne découvrent Qype. Qype Brésil est également créé.
En juin 2010, Ian Brotherston devient le nouveau PDG de l'entreprise.
Le 3 juillet 2012, Qype se lance en Turquie.
En octobre 2012, Qype se fait racheter par son concurrent américain Yelp pour 50 millions de dollars.
En 2013, le site n'existe plus, on est redirigé sur le site de Yelp. Yelp annonce intégrer les données de Qype à son site web d'ici 12 à 18 mois.

## Fonctionnalités du site
Qype hébergeait une base de données en ligne d’avis sur des adresses locales (restaurants, lieux touristiques, culturels, entreprises locales en Europe, etc.), rangées par catégories. L'accès aux avis est ouvert à tous, mais il fallait être membre pour écrire un avis ou ajouter un commentaire et ainsi contribuer activement à la vie communautaire du site. L’inscription y est gratuite.
Les adresses référencées sont classés en fonction des avis des membres. Les avis et les Qypers de la semaine sont mis en avant sur les pages d’accueil des villes et régions concernées.
Les fonctionnalités de Qype sont les suivantes :
- Insertion de photos et vidéos dans les avis.
- Possibilité de notation des avis des autres membres (« utile » ou « bien écrit », par exemple).
- Système de messagerie interne.
- Création de listes, de guides, de groupes et de forums par les membres.
- Liste d'amis.
- Affichage des meilleures adresses à proximité via Google Maps.
- Collection de badges permettant aux membres d’être récompensés et de connaître les Qypers les plus populaires, les plus respectés et les plus actifs sur le site.
- Partage des avis sur Twitter et Facebook.

En tant qu’hébergeur, Qype n’était pas responsable du contenu des avis écrits. C’était aux utilisateurs de s’assurer de la légalité du contenu mis en ligne. Le spam et l’auto-promotion y étaient interdits. Les commentaires sur les professions libérales étaient soumis aux lois en vigueur dans chaque pays.

## La communauté Qype
Un système de réputation des membres permet de savoir quels internautes sont les plus populaires, les plus respectés et les plus actifs en termes de contribution. Plus le membre est actif, plus il gagne de points. À partir d'un certain score, les membres atteignent le statut d’« Insider » et sont identifiés comme tels sur le site avec un logo spécifique.
Les points sont attribués lorsque le membre écrit des avis, ajoute des photos, reçoit des notes des autres membres, ou invite des contacts ou de nouveaux amis.
Les membres peuvent aussi savoir qui partage les mêmes centres d’intérêt qu’eux. Ils peuvent également contribuer à la vie communautaire du site. Des événements comme les Qyp'Arty ont lieu afin d’encourager la communauté à mieux se connaître.

## Qype et la mobilité
L'application Qype permet aux utilisateurs de lire et publier des avis. Qype attire aujourd’hui 25 millions de visiteurs par mois. Un nouvel avis y est posté toutes les 30 secondes et 7 demandes par minute à travers l’application mobile sont sollicitées pour avoir un avis sur un bien ou un service. Elle utilise un système de géolocalisation pour trouver les meilleures adresses parmi 1000 catégories, et donne accès à des offres spéciales immédiatement utilisables. Elle a atteint le million de téléchargements.
Environ 30 % des avis et 25 % du chiffre d’affaires sont aujourd’hui générés grâce à l’application mobile.

## Qype et le B2B (commerce inter-entreprises)
Les responsables ou propriétaires des commerces peuvent contribuer au profil de leur page. On compte aujourd'hui près de 400 000 professionnels inscrits en Europe, avec plus de 10 000 nouveaux listés par mois.

## Quelques chiffres sur Qype en 2012
Qype propose aujourd'hui sur son site français des avis dans plus de 166 000 villes dans le monde et dans 170 pays à travers le globe. Le site est par ailleurs disponible dans 9 langues et 13 pays différents (Royaume-Uni, Irlande, Allemagne, France, Espagne, Autriche, Suisse, Italie, Portugal, Pays-Bas, Pologne, Brésil et Turquie), où plus de 870 000 adresses sont commentées à travers l’Europe.
Qype compte 25 millions de visiteurs uniques chaque mois, ce qui équivaut à 7 recherches par seconde en ligne, 1 nouveau contenu  posté toutes les 10 secondes et 5 millions de téléchargements de l’application mobile (1 téléchargement toutes les 20 secondes).

### Sources
(octobre 2010).
- M Vous du Monde :
- E commerce mag :
- Metro : Qype veut développer l’info locale